# فدرالية الطعام والشراب
فدرالية الطعام والشراب (FDF) هي منظمة عضوية تمثل وتقدم المشورة لمصنعي الأغذية والمشروبات في المملكة المتحدة.

## عضوية
أعضاء فدرالية الطعام والشراب هم شركات من جميع الأحجام بالإضافة إلى جمعيات ومجموعات تجارية تتعامل مع قطاعات محددة من الصناعة.
تعد صناعة الأغذية والمشروبات في المملكة المتحدة أكبر قطاع صناعي في البلاد. يمثل 19 ٪ من إجمالي قطاع الصناعات التحويلية من خلال حجم التداول وتوظف أكثر من 400,000 شخص في المملكة المتحدة عبر 7000 شركة.

## المهام
يعتبر فدرالية الطعام والشراب مسؤولاً عن التواصل من وإلى مجموعة من الجهات بما في ذلك حكومة المملكة المتحدة (لا سيما وزارة الصحة، وزارة البيئة والغذاء والشؤون الريفية، ووزارة الأعمال والابتكار والمهارات) والمنظمين، المستهلكين ووسائل الإعلام.
يعالج اتحاد الطعام والشراب مجموعة من القضايا نيابة عن أعضائه في إطار المجالات الثلاثة الأساسية للصحة والرفاهية؛ سلامة الأغذية والعلوم ؛ والاستدامة والقدرة التنافسية ؛ الاستعداد والمساهمة الحرارية. كما تهدف إلى تسليط الضوء على سلوكيات صناعة العمل في هذه المجالات. على سبيل المثال، يحدد طموحه البيئي ذو الخمسة أضعاف المجالات نسخة محفوظة 19 أبريل 2009 على موقع واي باك مشين. التي يتطلع فيها المصنعون لإحداث تغيير في البيئة من خلال تقليل انبعاثات ثاني أكسيد الكربون ؛ إرسال صفر نفايات أغذية وتغليف إلى المكب اعتبارًا من عام 2015 تقليل مستوى التغليف الذي يصل إلى الأسر؛ تحسين كفاءة استخدام المياه للحد من استخدام المياه ؛ ودمج المعايير البيئية في ممارسات النقل الخاصة بهم لتحقيق عدد أقل من الأميال الغذائية ودية.
وقد تم صياغة المنتج أيضا محورا رئيسيا آخر للاتحاد، وتسليط الضوء العمل الجاري في هذه الصناعة للحد من الملح ، الدهون غير المشبعة، الدهون والسكر في المنتجات الغذائية. تم دعم جهود الصناعة من قبل هيئة معايير الأغذية في المملكة المتحدة، وحكومة المملكة المتحدة وغيرها.